# Patarrá
Patarrá è un distretto della Costa Rica facente parte del cantone di Desamparados, nella provincia di San José.
Patarrá comprende 10 rioni (barrios):
- Aguacate
- Balneario
- Don Bosco
- Guatuzo
- Guízarro
- Jerusalem
- Letras
- Los Guido
- Mesas
- Quebrada Honda